# Schutztruppe für Deutsch-Ostafrika
Kaiserliche Schutztruppe für Deutsch-Ostafrika war die offizielle Bezeichnung der militärischen Formation, die das Deutsche Reich in seiner Kolonie Deutsch-Ostafrika unterhielt.
Während des Ersten Weltkriegs gelang der Schutztruppe auf dem ostafrikanischen Kriegsschauplatz eine langanhaltende Verteidigung der Kolonie gegen Entente-Truppen. Außerhalb der Kolonie konnte sie sich bis zum Kriegsende behaupten.

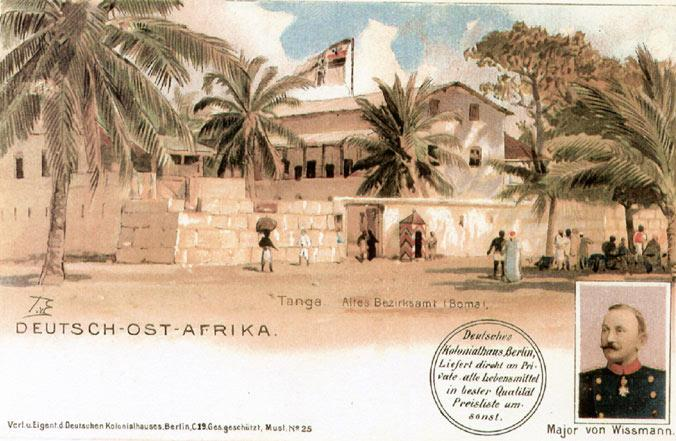
Wissmann auf einer Postkarte von Tanga (1914), Zeichnung von Themistokles von Eckenbrecher

## Vorläufer Wissmann-Truppe

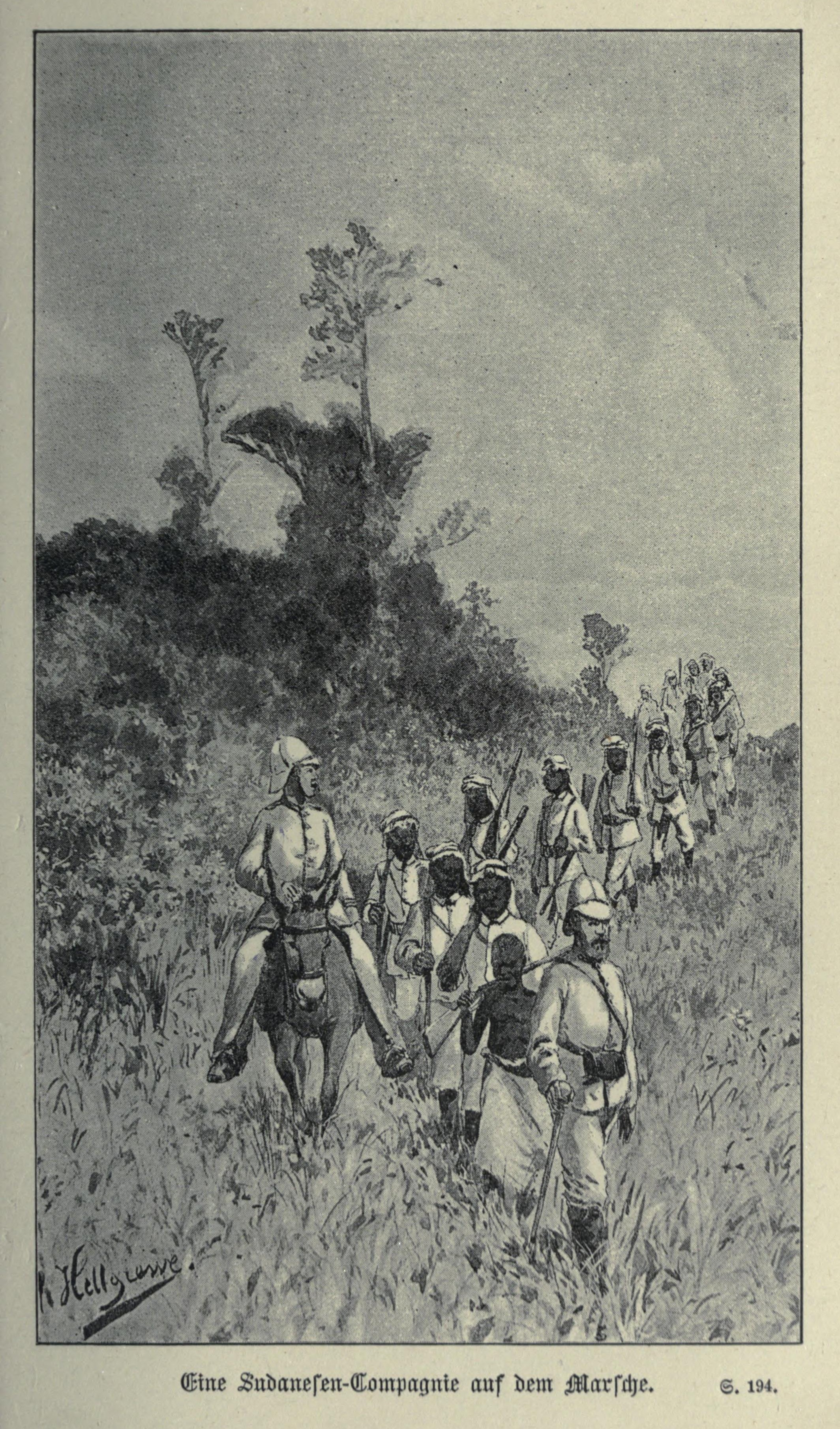
So stellte sich der Maler Rudolf Hellgrewe eine Sudanesen-Kompanie der Wissmann-Truppe vor.

Die Schutztruppe wurde ab 1891 aus der sogenannten Wissmann-Truppe gebildet, die der Reichskommissar Hermann von Wissmann 1889 aus deutschen und afrikanischen Söldnern aufgestellt hatte, um damit den Widerstand der ostafrikanischen Küstenbevölkerung unter Führung von Buschiri bin Salim gegen die Herrschaftsansprüche der Deutsch-Ostafrikanischen Gesellschaft (DOAG) zu brechen.
Wissmann hatte im Auftrag der Reichsregierung zunächst im Februar 1889 61 deutsche Offiziere und Unteroffiziere angeworben und auf den Weg nach Sansibar gesandt. Er selber machte in Ägypten Station, wo er etwa 600 Soldaten anwarb. Die meisten von ihnen stammten aus sudanesischen Regimentern der angloägyptischen Armee, die damals gerade aufgelöst wurden. Auf sie wurden die ursprünglich osmanischen Rangbezeichnungen angewandt: Ombascha (Gefreiter), Schausch (Unteroffizier), Betschausch (Sergeant, Unterfeldwebel), Sol (Feldwebel) und Effendi (Offizier). Insgesamt wurde für die afrikanischen Soldaten der aus dem Arabischen stammende Begriff Askari gebraucht. Ebenfalls aus der osmanischen Tradition von Wissmanns Söldnern stammte der Tarbusch als Bestandteil der Uniform.
Eine zweite Gruppe von afrikanischen Söldnern in Wissmanns Truppe waren 100 Zulu, die im südlichen Mosambik durch Hans von Ramsay angeworben worden waren. Außerdem wurde eine kleine Gruppe von ostafrikanischen Askaris übernommen, die zuvor im Dienste der DOAG gestanden hatten.
Somit war eine in vielen Kolonialarmeen übliche Struktur angelegt: „weiße“ Offiziere und Unteroffiziere kommandierten „farbige“ Mannschaften. Einheimische Unteroffiziere ergänzten die Führung, ohne den deutschen Dienstgraden gleichgestellt zu sein. Wissmann hatte auch einige ehemalige ägyptisch-osmanische Offiziere angeworben, die den ebenfalls osmanischen Rang eines Effendi führten, unter ihnen ein Grieche und ein Armenier, die gleichwohl als „Farbige“ eingestuft und besoldet wurden. Sie galten deutschen Soldaten gegenüber nicht als Vorgesetzte. Da die bloße Existenz „farbiger“ Offiziere angesichts des Rassismus unter Deutschen irritierend wirkte, wurden vor dem Ersten Weltkrieg keine Anstellungen bzw. Beförderungen zum Effendi mehr vorgenommen. Die vorhandenen Effendis blieben bis zum Ende der jeweiligen Dienstzeit aktiv. Während des Weltkriegs wurden wieder Beförderungen zum Effendi ausgesprochen.

## Entstehung der Schutztruppe

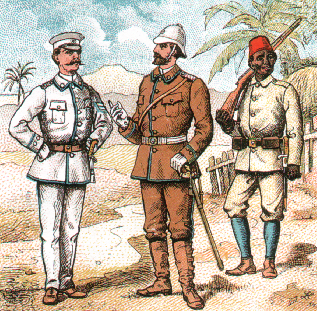
Darstellung von Angehörigen der Ostafrika-Schutztruppe, aus: Das kleine Buch vom Deutschen Heere (1901)

Nach Übernahme des „Schutzgebietes“ durch das Reich wurde per Reichsgesetz vom 22. März 1891 die Schutztruppe in Deutsch-Ostafrika errichtet. Die bis dahin private Wissmanntruppe wurde in diese Schutztruppe übernommen und bildete anfangs ihren Kern. Zunächst war sie der Kaiserlichen Marine unterstellt, kam dann mit dem Schutztruppengesetz von 1896 aber unter die Aufsicht des Reichskolonialamtes.
Im folgenden Jahr wurden einige Einheiten als Polizeitruppe ausgewählt, die direkt den örtlichen Verwaltungsstellen zugeteilt wurden. 1894/95 wurde dann die Polizei von der Schutztruppe getrennt.
Anfangs hatten die ostafrikanischen Streitkräfte einen Umfang von 10 Kompanien. Die Truppe umfasste damals etwas über 1.600 Mann, davon 31 deutsche Offiziere und 42 Unteroffiziere, 12 „farbige“ Offiziere und 50 Unteroffiziere sowie ca. 1.500 Askaris. Hinzu kamen etwa 60 deutsche Offiziere und Beamte im Sanitäts- und Verwaltungsdienst.
Für die Ausrüstung der Schutztruppe wurden insgesamt ältere Waffen der Preußischen Armee wie das Mauser Modell 71 ausgegeben. Erst vor und mit Beginn des Ersten Weltkrieges liefen mit dem Gewehr 98 auch neue Handfeuerwaffen zu und die Truppe wurde mit Maschinengewehren und leichten Feldgeschützen ausgestattet.

## Kriege in der Kolonie
Die Schutztruppe setzte in Kriegen gegen die Hehe (1891–1894) sowie gegen die Stämme im Süden der Kolonie während des sogenannten Maji-Maji-Aufstandes 1905 die Herrschaftsansprüche des Deutschen Reiches durch.

### Hehe-Krieg

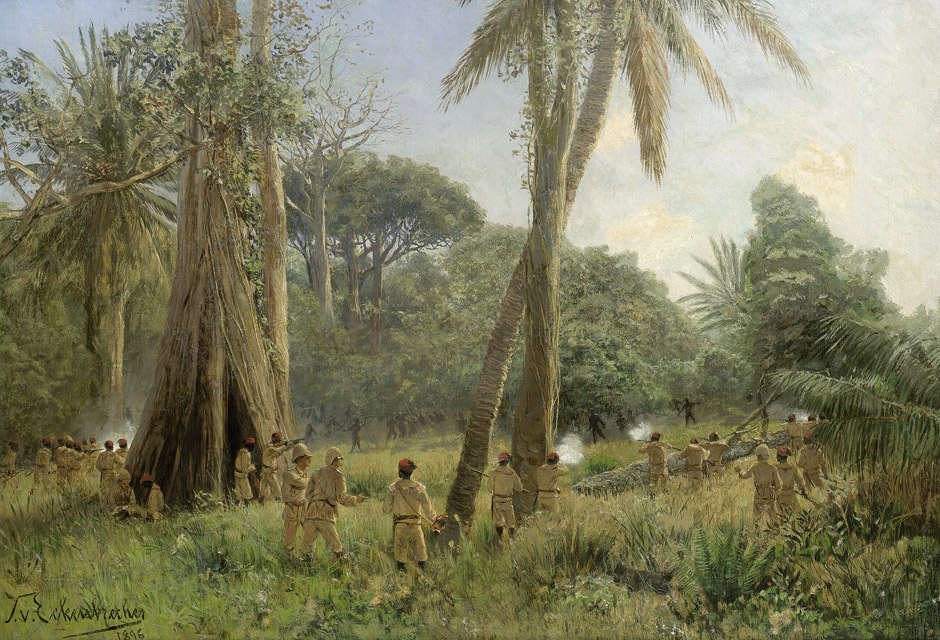
Tropische Landschaft in Deutsch-Ostafrika von Themistokles von Eckenbrecher, 1896, Darstellung einer kriegerischen Auseinandersetzung zwischen einheimischer Bevölkerung und deutschen Kolonialtruppen

Im Kampf gegen die Hehe erlitt die Schutztruppe ihre erste Niederlage. Das Volk der Hehe im Hochland um Iringa dehnte seit den 1860er Jahren seinen Einflussbereich aus. Es hatte von den Sangu die Kampfweise der Zulu übernommen und war damit seinen Nachbarn militärisch überlegen. Als die Deutschen darangingen, das Hinterland der Küste unter ihre Kontrolle zu bringen, mussten sie mit dieser Macht zusammenstoßen. Da die Kolonialregierung die wichtige Karawanenroute von der Küste nach Ujiji am Tanganjikasee gefährdet sah, machte sich der erste Kommandeur der Schutztruppe, Emil von Zelewski, zur Unterwerfung der Hehe auf. Im Juli 1891 marschierte er mit seinem Bataillon der Schutztruppe, bestehend aus drei Kompanien mit 13 Offizieren, 320 Askaris, 170 Trägern sowie Maschinengewehren und leichten Feldgeschützen, von der Küste aus in Richtung Südwesten. Zelewski rechnete mit einer „Strafexpedition“, traf nur wenige Vorsichtsmaßnahmen und begann nach Erreichen des Hehelandes am 30. Juli mit dem Beschießen und Niederbrennen von Dörfern. Die Hehe unter ihrem Häuptling Mkwawa zogen 3000 Kämpfer zusammen und erwarteten die Schutztruppe in der Nähe des Ortes Lugalo (auch: Rugaro). Mit Zelewski an der Spitze marschierte die Kolonne mitten zwischen die gut getarnten Hehe, die im Gefecht bei Rugaro binnen zehn Minuten die koloniale Streitmacht auslöschten. Der Kommandeur starb inmitten seiner Leute. Lediglich vier deutschen Offizieren und Unteroffizieren, zwei Effendis und 62 Askaris gelang die Flucht.
Diese Niederlage war der Auftakt zu einem über drei Jahre währenden Buschkrieg, in dem die Schutztruppe unter dem neuen Kommandeur Friedrich von Schele mit überlegener Bewaffnung und vorsichtiger als beim ersten Mal die Boma Mkwawas stürmte und das Heheland mit der Taktik der verbrannten Erde überzog. Mkwawa konnte sich lange Zeit dem Zugriff entziehen, bis er sich am 19. Juli 1898, verwundet und eingeschlossen, von einem seiner letzten Krieger töten ließ.

### Maji-Maji-Aufstand
Im Jahre 1905 kam es im Süden der Kolonie zu einer breiten Aufstandsbewegung gegen die deutsche Herrschaft. Die Schutztruppe konnte durch ihre moderne Waffentechnik die Angriffe der einheimischen Gegner abschlagen, die in der Schlacht bei Mahenge mit Vorderladern, Speeren und Pfeilen gegen Maschinengewehrstellungen anstürmten. Zur Verstärkung der Schutztruppe wurden 170 Marineinfanteristen aus Deutschland nach Ostafrika geschickt. Weiterhin griff die Schutztruppe auf Rugaruga-Hilfstruppen aus Volksgruppen zurück, die sich nicht am Aufstand beteiligten, etwa die Wahehe und Wayao.
Nachdem die Maji-Maji-Kämpfer zu einer Guerillataktik übergingen, überzog die Schutztruppe die betroffenen Landesteile mit systematischer Vernichtung von Dörfern und Brunnen sowie Wegnahme des Viehs, Abbrennen von Feldern und Lebensmittelspeichern. Damit konnten die Aufständischen ausgehungert und zur Aufgabe gezwungen werden. Die dadurch verursachte allgemeine Hungersnot kostete viele Menschen das Leben, Schätzungen sprechen von 100.000 bis 300.000 Toten.

## Vorkriegsbestand der ostafrikanischen Schutztruppe

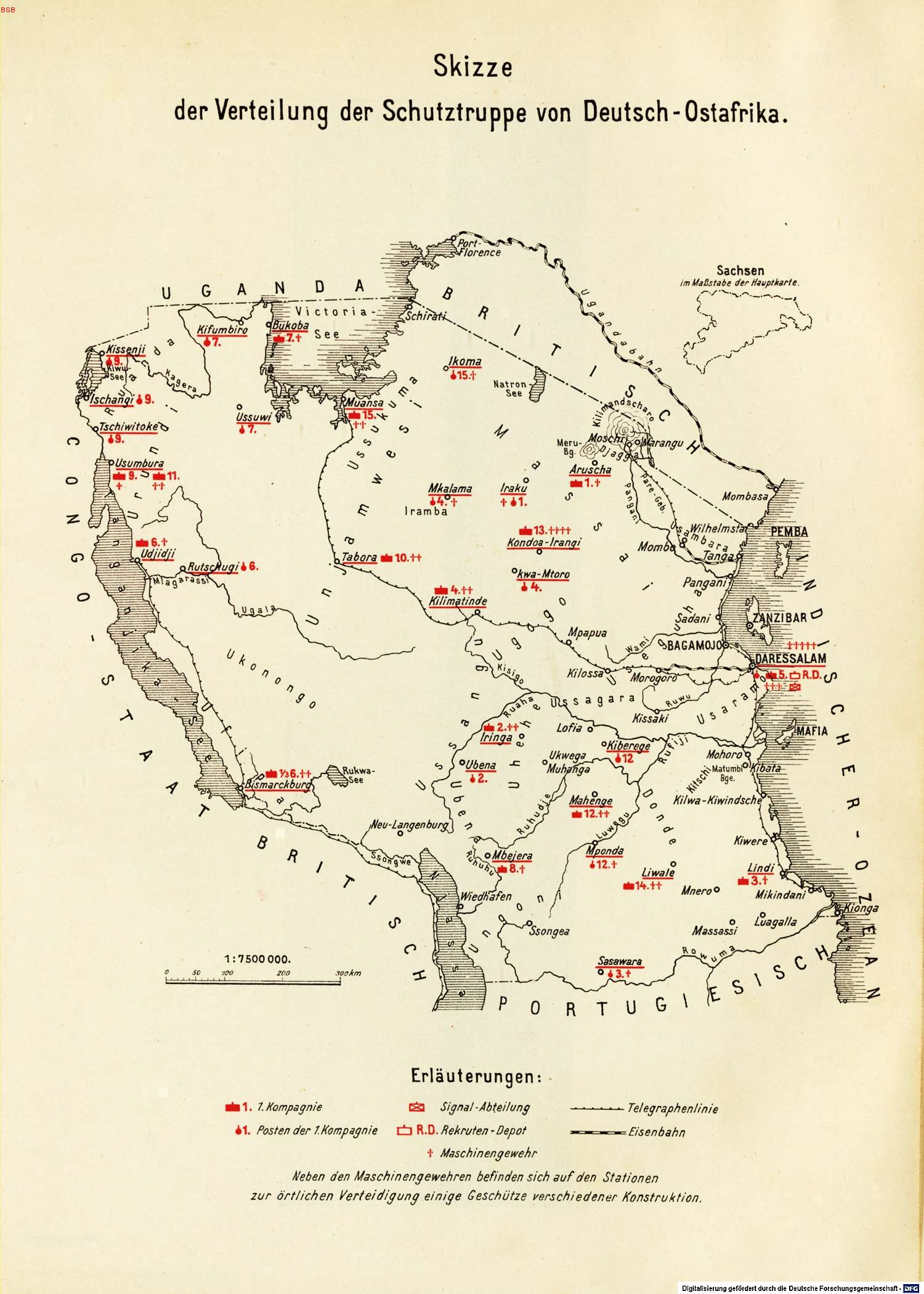
Skizze der Verteilung der Schutztruppe von Deutsch-Ostafrika (1908)

Vor Beginn des Ersten Weltkrieges war der Stellenplan der Schutztruppe für Deutsch-Ostafrika wie folgt:

2 Stabsoffiziere, 17 Hauptleute, 49 Oberleutnants und Leutnants, 42 Sanitätsoffiziere, 1 Intendanturrat, 2 Intendantursekretäre, 1 Zahlmeister, 8 Unterzahlmeister, 4 Oberfeuerwerker und Feuerwerker, 8 Waffenmeister, 60 Unteroffiziere, 66 Sanitätsunteroffiziere und 2.472 afrikanische Soldaten.

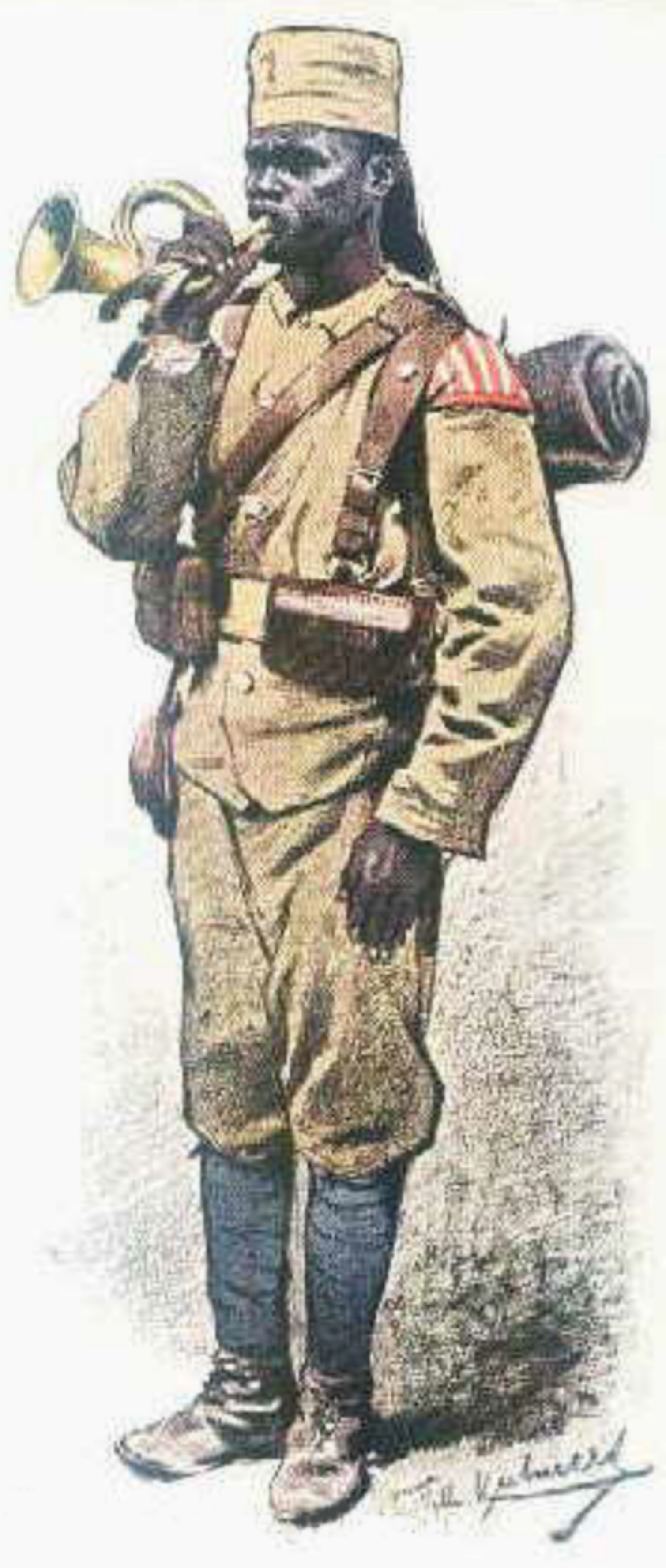
Darstellung eines Trompeters von Richard Knötel

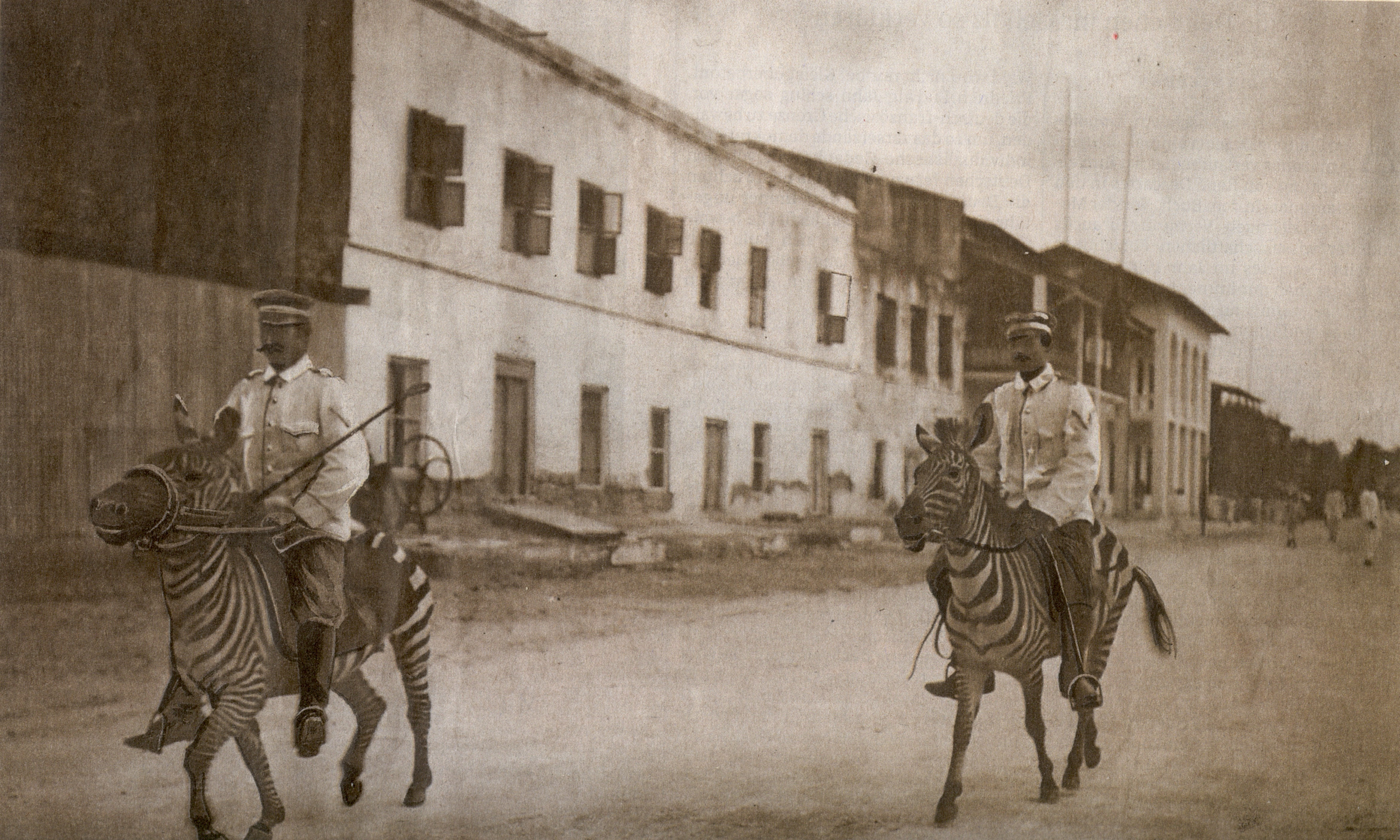
Kavallerie der Schutztruppe auf Zebras (1911)

Die Schutztruppe war in 14 Kompanien eingeteilt; außerdem gehörten zu ihr ein Rekrutendepot, in dem vor Kriegsbeginn 154 Askari ausgebildet wurden und eine Signalabteilung.
- Deutsch-Ostafrika Kommando Daressalam
  - 1. Kompanie: Aruscha (Norden)
  - 2. Kompanie: Iringa und Ubena
  - 3. Kompanie: Lindi (südliche Küste)
  - 4. Kompanie: Kilimatinde und Singida (zentrales Tanganjika)
  - 5. Kompanie: Masoko (Bezirk Langenburg-Tukuyu am Nyassasee)
  - 6. Kompanie: Ujiji und Kassulo (am Tanganjikasee)
  - 7. Kompanie: Bukoba, Usuwi (Biharamulo) und Kifumbiro westlich des Viktoriasee
  - 8. Kompanie: Tabora (Zentraltanganjika)
  - 9. Kompanie: Usumbura (j. Bujumbura) in Burundi
  - 10. Kompanie: Daressalam
  - 11. Kompanie: Kissenji und Ruhengeri (Ruanda)
  - 12. Kompanie: Mahenge (südliches Bergland)
  - 13. Kompanie: Kondoa-Irangi (zwischen Dodoma und Arusha)
  - 14. Kompanie: Mwanza und Fort Ikoma (Südlich des Viktoriasee)
  - zusätzlich in Daressalam: ein Rekrutendepot, eine Signalabteilung und die Intendantur.

### Kommandostruktur der Schutztruppe
Die Schutztruppen in den einzelnen deutschen Kolonien unterstanden dem Kommando der Schutztruppen in Berlin. In jeder Kolonie wurde ein Kommando eingerichtet, das für Deutsch-Ostafrika in Daressalaam bestand. Den Oberbefehl über die Schutztruppe hatte der Gouverneur. Als militärischer Befehlshaber fungierte der Kommandeur.
Diese Struktur sollte im Kriege zu Konflikten führen, da Gouverneur Heinrich Schnee berufend auf die Kongoakte auf die Neutralität der Kolonie hoffte, während der kurz vor dem Krieg am 13. April 1914 ernannte neue Kommandeur, Oberstleutnant Paul von Lettow-Vorbeck, darauf abzielte, möglichst viele Kräfte des britischen Gegners zu binden und ihm möglichst umfangreichen Schaden zuzufügen. Lettow-Vorbeck setzte sich schließlich durch.

### Kommandeure der Schutztruppe für Deutsch-Ostafrika
- Emil von Zelewski (1. April 1891 bis 17. August 1891)
- Oberst Friedrich von Schele (23. Oktober 1893 bis 25. März 1895)
- Oberstleutnant Lothar von Trotha (25. Mai 1895 bis 17. August 1897)
- Generalmajor Eduard von Liebert (22. September 1897 bis 12. März 1901)
- Major Gustav Adolf Graf von Götzen (12. März 1901 bis 14. April 1906)
- Oberstleutnant Kurt von Schleinitz (28. Mai 1907 bis 13. April 1914)
- Generalmajor Paul von Lettow-Vorbeck (13. April 1914 bis 25. November 1918)

## Im Ersten Weltkrieg
Zum Verlauf siehe Hauptartikel Erster Weltkrieg in Ostafrika

### Veränderungen in der Schutztruppe

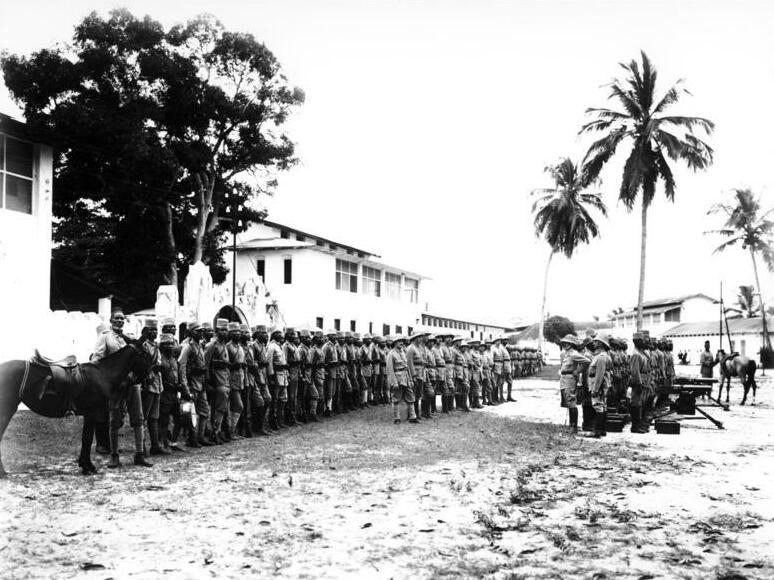
Askari-Kompanie vor dem Abmarsch im Ersten Weltkrieg

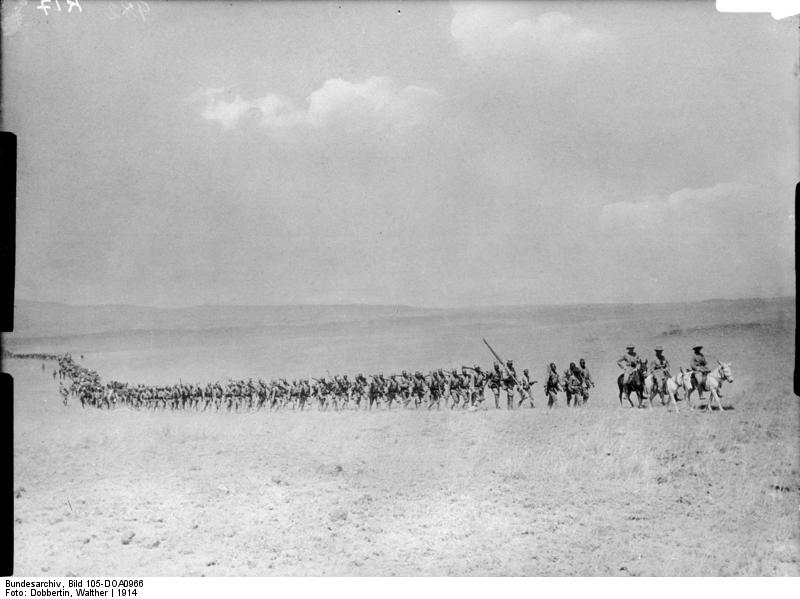
Askari-Kompanie auf einer Kriegssafari im Ersten Weltkrieg

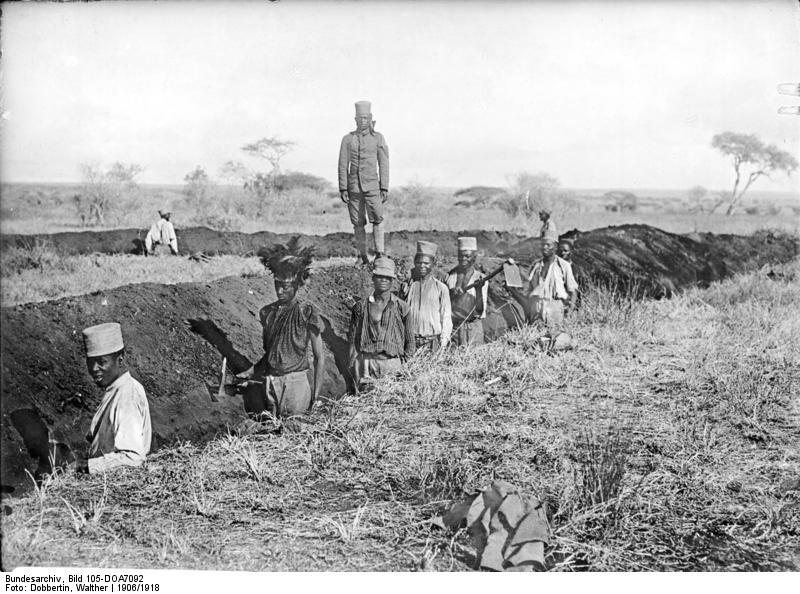
Askaris heben im Ersten Weltkrieg Schützengraben aus.

Mit Kriegsbeginn wurden die Polizeieinheiten mit ihren rund 2200 Askaris sowie 60 deutschen Polizeioffizieren und Wachtmeistern der Schutztruppe unterstellt. Hinzu kamen in den ersten Monaten des Krieges Freiwillige bzw. dienstverpflichtete Deutsche, die in der Kolonie wohnten oder sich hier zu Kriegsbeginn besuchsweise aufhielten. Zu letzteren gehörte der pensionierte Generalmajor der sächsischen Armee Kurt Wahle, der sich Lettow-Vorbeck unterstellte und während des Krieges Kommandoaufgaben übernahm. Ebenfalls unterstellten sich Marinesoldaten des unbewaffneten Vermessungsschiffes SMS Möwe unter Korvettenkapitän Gustav Zimmer der Schutztruppe. 1915 schloss sich noch die Besatzung des selbstversenkten Kleinen Kreuzers Königsberg an. Hinzu kamen Besatzungsmitglieder der beiden Blockadebrecher Marie und Rubens. Diese Marinesoldaten bildeten unter der Führung von Zimmer eine eigene Einheit. Beispielsweise war die sogenannte „Abteilung Möwe“ bis 1916 für den Betrieb von bewaffneten Dampfern und Motorbooten auf dem Tanganjikasee und dem Kivusee zuständig.
Zu den Freiwilligen gehörten außer Deutschen auch einige Angehörige der anderen Dreibundstaaten, Italien und Österreich-Ungarn, sowie Buren, die in der Kolonie lebten. Aus den Freiwilligen und Reservisten wurden zusätzliche Einheiten aufgestellt. Im Unterschied zu den „Feldkompanien“ der Askaris wurden diese „Schützenkompanien“ genannt. Ihnen wurden jeweils einige Askaris zugeteilt, die der Einweisung in den Buschkrieg dienten. Nach der Schlacht bei Tanga meldeten sich auch islamische Freiwillige aus den Küstenstädten. Die sogenannte „arabische Kompanie“, auch „Araberkorps“ genannt, wurde jedoch nach wenigen Gefechten – unter eigener grüner Flagge – wieder aufgelöst.
In den ersten Monaten des Krieges verfügte die deutsche Seite auch über einen privaten deutschen Doppeldecker, der für die Teilnahme an Flugschauen in Afrika unterwegs war und 1914 in Deutsch-Ostafrika vom Kriegsbeginn überrascht wurde. Auf einem der ersten Erkundungsflüge wurde die Maschine bereits abgeschossen und der Pilot Bruno Büchner verwundet. Das reparierte Flugzeug stürzte bei einem Probeflug nochmals ab und war danach nicht mehr brauchbar.
Ihre Höchststärke erreichte die Schutztruppe nach dem Eintreffen der Nachschublieferungen der Marie im März 1916 mit etwa 3000 Europäern, 12.000 Askari, 2200 Hilfskriegern, 96 Maschinengewehren und 51 Geschützen. Die Zahl der Askaris wurde für Anfang 1916 auch bereits auf mehr als 13.000 geschätzt. Von ihnen desertierten im weiteren Verlauf des Krieges etwa 2.850. Dem stehen Angaben gegenüber, denen zufolge von 14.598 Askari mindestens ein Drittel desertierten.
Wie bereits im Maji-Maji-Aufstand und anderen früheren Feldzügen setzte die Schutztruppe ebenso wie ihre britischen Gegenspieler von Fall zu Fall auch Rugaruga ein, also mit einfachen Waffen ausgerüstete irreguläre Hilfstruppen aus den afrikanischen Stämmen.
Neben den Soldaten und Hilfstruppen kamen in großer Zahl Träger zum Einsatz. Ihre Zahl überstieg die der Soldaten um ein Mehrfaches. Auf dem Höhepunkt ihrer Mannschaftsstärke im Jahr 1916 hatte die Schutztruppe ca. 45.000 Träger. Als die Schutztruppe 1918 kapitulierte, waren 3000 Träger bei den letzten 155 Europäern und 1168 Askaris. Während sie anfangs angeworben worden waren, wurden sie im weiteren Verlauf des Krieges in diesen Dienst gepresst. Insbesondere wurde seit dem Übertritt der Schutztruppe auf portugiesisches Gebiet im November 1917 zwischen den aus Deutsch-Ostafrika mitgebrachten Trägern, die formal freiwillig eingetreten waren und für ihren Dienst bezahlt wurden, und unbezahlten sogenannten „Landschaftsträgern“ unterschieden, bei denen es sich um aus mosambikanischen Dörfern verschleppte Sklaven sowie gefangen genommene portugiesische Askaris handelte, die mit Telefondrähten aneinander gefesselt waren. Insgesamt dürften auf deutscher Seite an die 200.000 Träger während der Kriegsjahre eingesetzt worden sein. Ihre Verlustraten waren durch harte Einsatzbedingungen, schlechte Ernährung und mangelnde medizinische Versorgung sehr hoch.

### Kämpfe der Schutztruppe

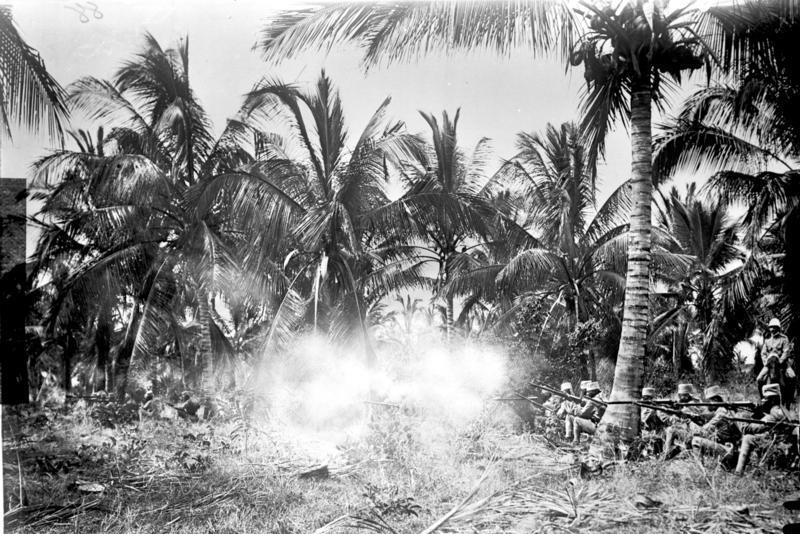
Askaris im Gefecht während des Ersten Weltkriegs

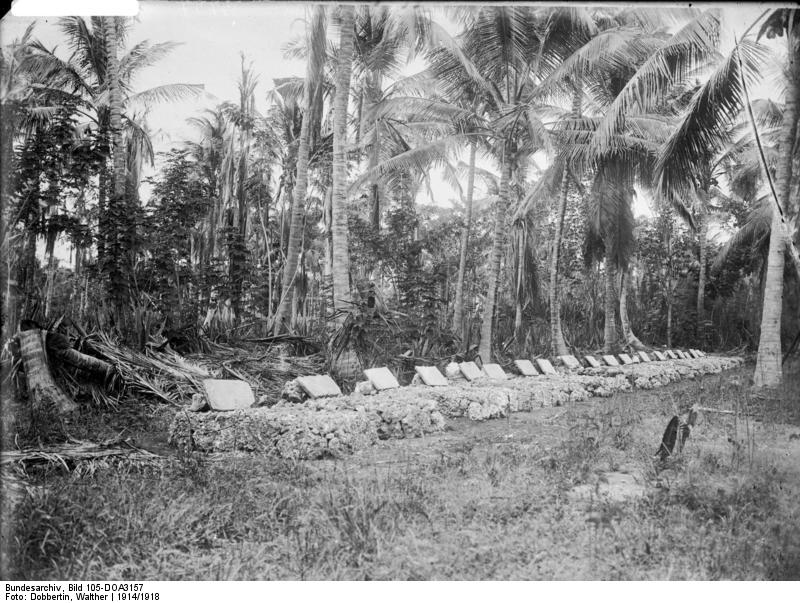
Gräber deutscher Soldaten in Deutsch-Ostafrika

In der Anfangsphase des Krieges waren die militärischen Kräfte in Ostafrika auf allen Seiten zu schwach für größere Aktionen. Es gelang der ostafrikanischen Schutztruppe, den britischen Gegner durch Angriffe auf die Ugandabahn ernsthaft zu beunruhigen. Mit der Besetzung der kenianischen Grenzstadt Taveta gelang ein leichter Prestigegewinn. Dagegen transportierten die Briten Einheiten der anglo-indischen Kolonialarmee nach Mombasa und begannen im November 1914 einen Angriff auf den Nordosten der Kolonie, der ihnen Niederlagen bei Tanga, bei Longido am Kilimandscharo und bei Jassini an der Küste einbrachte. Danach beschränkte sich der Krieg auf weitere Grenzgefechte, weil die Briten während des Jahres 1915 stärkere Kräfte für eine Großoffensive nach Kenia brachten, die dann 1916 begann.
Vor dem kombinierten Angriff der Briten aus Kenia und Rhodesien sowie der Belgier vom Kongo her wich die Schutztruppe nach Süden aus und musste bis zum September 1916 sowohl die Bahnlinien als auch die bedeutenden Städte der Kolonie aufgeben. Die Deutschen hielten sich noch bis November 1917 in einem ständig schrumpfenden Gebiet im unwegsamen Südosten der Kolonie. Nach starken Verlusten ließ Lettow-Vorbeck, 1916 zum Oberst und im November 1917 zum Generalmajor befördert, seine Verwundeten und Marschunfähigen zurück und ging mit einer kleinen Truppe von knapp 1900 Soldaten auf portugiesisches Gebiet in Mosambik über. Auch hier wurde er von britischen Einheiten verfolgt, konnte aber seine Vorräte mehrfach auffrischen und sich entscheidenden Kampfhandlungen gegen stärkere Gegner entziehen.
Am 28. September 1918 überschritt die noch etwa 1500 Mann starke Schutztruppe von Mosambik die Grenze zu Deutsch-Ostafrika und zog einen Monat lang durch den Südwesten der Kolonie. Nachdem sie am 1. November den Boden der britischen Kolonie Nordrhodesien betreten hatte, gelangte die Schutztruppe in einem mehrtägigen Gewaltmarsch bis in den Osten der portugiesischen Kolonie Angola. Am 13. November erfuhr sie durch einen gefangengenommenen Motorradfahrer der britischen Truppen, der eine Depesche für den Oberbefehlshaber der britischen Streitkräfte mit sich führte, vom Waffenstillstand in Europa. Es folgten Verhandlungen zwischen dem deutschen und dem britischen Oberbefehlshaber in Ostafrika und am 25. November 1918 legte die noch 1300 Mann starke Schutztruppe nach den Waffenstillstandsbedingungen in Abercorn südlich des Tanganjika-Sees die Waffen nieder.

### Nachkriegssituation

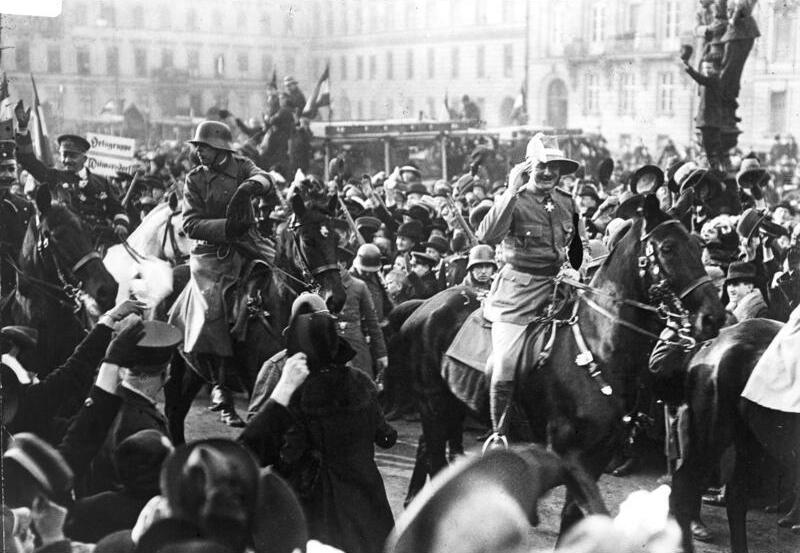
Paul von Lettow-Vorbeck mit heimkehrenden Schutztruppenangehörigen in Berlin, 2. März 1919

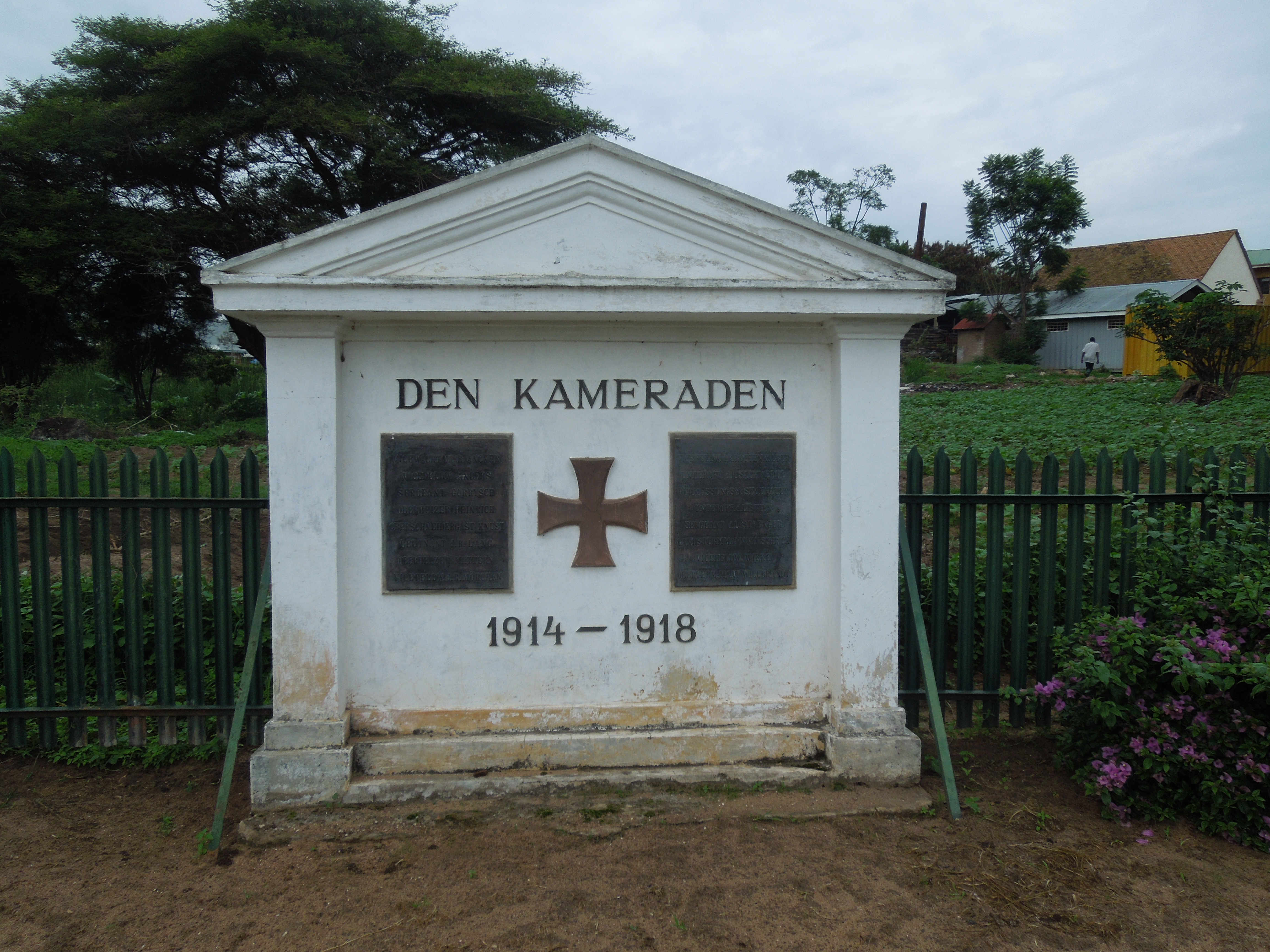
Deutsches Kriegserinnerungsmal in Iringa

Im Januar 1919 wurden die deutschen Angehörigen der Truppe von Daressalam zurück nach Europa verschifft, wo ihnen am 2. März 1919 ein öffentlicher Empfang in Berlin bereitet wurde.
Lettow-Vorbeck beteiligte sich mit vielen seiner verbliebenen Soldaten an den Auseinandersetzungen in der jungen Weimarer Republik. 1919 wurde aus ehemaligen Angehörigen der Schutztruppe das Schutztruppen-Regiment Nr. 1 aufgestellt, das im Rahmen der von Lettow-Vorbeck befehligten sogenannten Marine-Division u. a. bei den Sülzeunruhen in Hamburg eingesetzt wurde. Lettow-Vorbeck beteiligte sich 1920 aktiv am Kapp-Putsch, woraufhin er am 20. Oktober 1920 mit einer Charakterisierung zum Generalleutnant unter Beibehaltung seiner Pensionsansprüche und mit dem Recht, weiterhin seine Uniform tragen zu dürfen, aus der Reichswehr entlassen wurde.
Für die afrikanischen Askari setzte er 1926 eine Rente durch, die später von der Bundesrepublik Deutschland weitergezahlt wurde. Am 27. August 1939, dem sogenannten Tannenbergtag, ehrte Hitler ihn durch die Verleihung des Charakters eines Generals der Infanterie. 1953 reiste er noch einmal nach Ostafrika und traf sich mit vielen seiner ehemaligen Soldaten.

## Filme
- Die Reiter von Deutsch-Ostafrika, 1934
- Mamba, USA 1930, Regie: Albert S. Rogell
- African Queen, 1951
- Ehrenhäuptling der Watubas, TV-BRD 1974, Regie: Rolf Olsen